# Los Ríos (vùng)
vùng Los Ríos  (tiếng Tây Ban Nha: Región de Los Ríos, phát âm [loz ˈri.os], dịch nghĩa là vùng các con sông) là một trong 16 vùng của Chile, là đơn vị hành chính cấp một. Thủ phủ vùng là thành phố Valdivia. Chính quyền vùng bắt đầu hoạt động vào ngày 2 tháng 10 năm 2007, hình thành khi tách khỏi vùng Los Lagos miền nam Chile. Vùng gồm có hai tỉnh: Valdivia và tỉnh Ranco mới tách khỏi Valdivia.

## Kinh tế
Nền kinh tế của khu vực dựa vào lâm nghiệp, chăn nuôi gia súc, du lịch, sản xuất và dịch vụ. Các ngành công nghiệp chính bao gồm nhà máy bột giấy Valdivia, nhà máy đóng tàu Valdivia và các cơ sở sản xuất sữa ở La Unión.
Dân số của khu vực là 380.181 theo điều tra dân số năm 2017. Khoảng một nửa dân số sống ở xã Valdivia.

## Hành chính
Thủ phủ của Vùng Los Rios là Valdivia .
12 xã của vùng được phân bổ giữa 2 tỉnh. Đó là:
- Tỉnh Valdivia: Valdivia, Mariquina, Lanco, Panguipulli, Máfil, Los Lagos, Paillaco, và Corral
- Tỉnh Ranco: La Unión, Río Bueno, Lago Ranco và Futrono.

Valdivia là một phần của Bắc Patagonia, khu rừng nguyên sinh hoang dã của vùng ôm lấy dãy Patagonia theo dòng sông Calle Calle xuôi xuống Thái Bình Dương. Ở Patagonia, người ta biết đến thuật ngữ " Bosque Valdiviano" dùng để chỉ khu rừng nguyên sinh được tìm thấy trong các thung lũng núi của Valdivia, bao gồm những khu rừng cây bản địa dày đặc. Những khu rừng này có mặt ở một số vùng của Bắc Patagonia ở Chile và Argentina.

## Nhân khẩu
Trong cuộc điều tra dân số năm 2017, vùng Los Ríos (khi đó là tỉnh Valdivia) có dân số 380.181 người. Với con số này, vùng này được xếp hạng thứ 10 trong số 16 vùng  của Chile và chiếm 2,35% tổng số quốc gia. Dân số nông thôn của vùng chiếm 32% tổng số dân, điều này được giải thích là do gần một nửa dân số sống ở thành phố Valdivia và các thành phố Río Bueno và La Unión có tổng cộng 50.000 cư dân. Tỷ lệ dân số nông thôn này cao hơn nhiều so với mức trung bình của cả nước là 13,4%. Dân số Los Ríos có tỷ lệ người tự nhận mình là người bản địa tương đối cao, với 11,3% có nghĩa là 40.515 người. Để so sánh, mức trung bình toàn quốc là 4,58%. Vùng có sự hiện diện lớn của người gốc Đức giống như vùng Los Lagos gần đó.

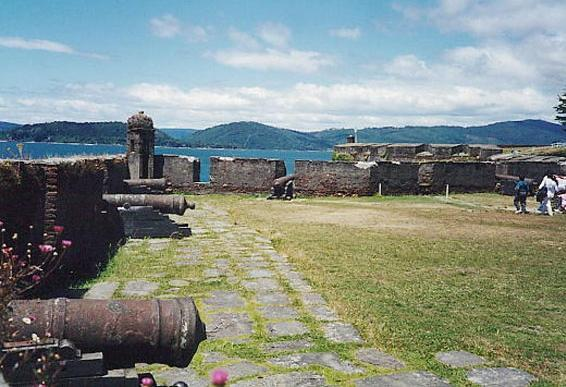
Hệ thống pháo đài Valdivia do người Tây Ban Nha thành lập tại Corral.

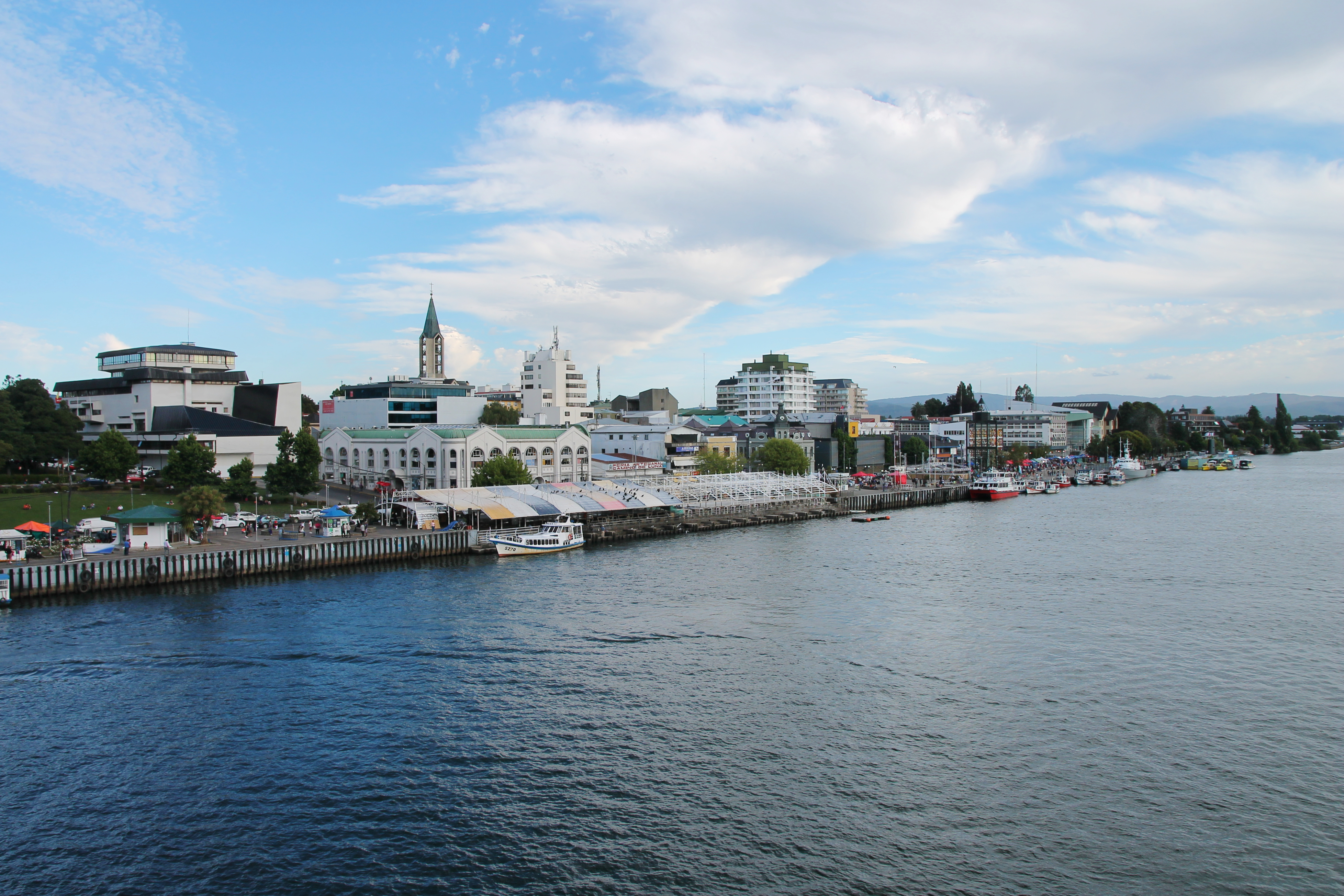
Valdivia.

| Xã          | Dân số  | Mật độ (người/km2) | Nghèo (%) | Dân số nông thôn (%) | Dân số da đỏ (%) | Không biết chữ (%) |
| ----------- | ------- | ------------------ | --------- | -------------------- | ---------------- | ------------------ |
| Corral      | 5.463   | 7,1                | 37,3      | 32,8                 | 11,5             | 9,9                |
| Futrono     | 14.981  | 7,1                | 35,1      | 43,9                 | 17,9             | 8,0                |
| La Unión    | 39.447  | 18,5               | 26,5      | 35,1                 | 9,2              | 6,7                |
| Lago Ranco  | 10.098  | 5,7                | 29,6      | 78,2                 | 31,8             | 9,3                |
| Lanco       | 15.107  | 28,4               | 35,0      | 31,3                 | 19,3             | 7,6                |
| Los Lagos   | 20.168  | 11,3               | 35,5      | 53,0                 | 3,9              | 9,1                |
| Máfil       | 7.213   | 12,4               | 21,3      | 47,4                 | 6,3              | 8,9                |
| Paillaco    | 19.237  | 21,5               | 29,7      | 48,8                 | 4,9              | 7,2                |
| Panguipulli | 33.273  | 10,1               | 34,4      | 52,2                 | 30,8             | 14,1               |
| Río Bueno   | 32.627  | 14,8               | 36,8      | 53,9                 | 11,9             | 9,7                |
| Mariquina   | 18.223  | 13,8               | 29,4      | 51,0                 | 23,2             | 8,5                |
| Valdivia    | 140.559 | 138,4              | 20,8      | 7,5                  | 5,0              | 2,3                |

### Khu dân cư
| Tên gọi                  | Dân số  | Loại      | Xã          |
| ------------------------ | ------- | --------- | ----------- |
| Antilhue                 | 934     | Làng      | Los Lagos   |
| Calafquén                | 103     | Khu phố   | Panguipulli |
| Caleta Chaihuín          | 36      | Khu phố   | Corral      |
| Choshuenco               | 625     | Làng      | Panguipulli |
| Coñaripe                 | 1,416   | Thị trấn  | Panguipulli |
| Corral                   | 3.670   | Thị trấn  | Corral      |
| Curiñanco                | 274     | Khu phố   | Valdivia    |
| Futrono                  | 6.603   | Thành phố | Futrono     |
| La Unión                 | 25.615  | Thành phố | La Unión    |
| Lanco                    | 7.817   | Thành phố | Lanco       |
| Lago Ranco               | 2.205   | Thị trấn  | Lago Ranco  |
| Liquiñe                  | 1.205   | Thị trấn  | Panguipulli |
| Llifén                   | 748     | Thị trấn  | Futrono     |
| Los Lagos                | 9.479   | Thành phố | Los Lagos   |
| Máfil                    | 3.793   | Thị trấn  | Máfil       |
| Malalhue                 | 2.566   | Thị trấn  | Lanco       |
| Neltume                  | 2.125   | Thị trấn  | Panguipulli |
| Mehuín                   | 1.135   | Thị trấn  | Mariquina   |
| Niebla                   | 2.202   | Thị trấn  | Valdivia    |
| Nontuela                 | 1.048   | Thị trấn  | Futrono     |
| Riñihue                  | 243     | Khu phố   | Los Lagos   |
| Río Bueno                | 15.054  | Thành phố | Río Bueno   |
| Panguipulli              | 11.142  | Thành phố | Panguipulli |
| Paillaco                 | 9.973   | Thành phố | Paillaco    |
| Puerto Fuy               | 391     | Làng      | Panguipulli |
| Puerto Pirihueico        | 13      | Làng      | Panguipulli |
| San José de la Mariquina | 7.790   | Thành phố | Mariquina   |
| Pishuinco                | 228     | Khu phố   | Valdivia    |
| Punucapa                 | 75      | Khu phố   | Valdivia    |
| Torobayo                 | 148     | Khu phố   | Valdivia    |
| Valdivia                 | 127.750 | Thành phố | Valdivia    |

## Lịch sử

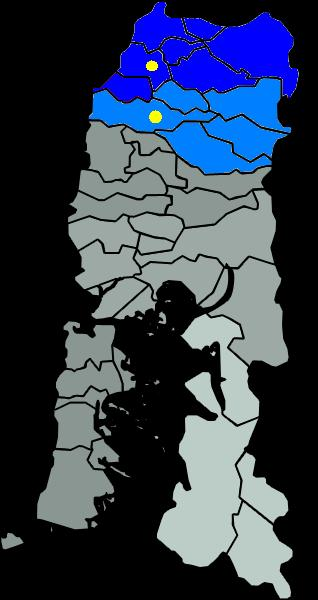
Bản đồ vùng Los Rios, vùng Los Lagos có màu xám.

### Cộng hòa Chile
Vào thời kỳ đầu của nền Cộng hòa Chile, Valdivia là một trong tám tỉnh ban đầu được thành lập. Lý do hợp nhất không phải là giá trị của Valdivia, mà là để giảm thiểu mối đe dọa đối với nền độc lập của Chile do người Tây Ban Nha gây ra trên lãnh thổ. Khi những người nhập cư Chile gốc Đức đến thành phố vào giữa thế kỷ 19, nền kinh tế địa phương bắt đầu phát triển các ngành công nghiệp. Đến năm 1900, Valdivia là thành phố công nghiệp hóa thứ ba ở Chile, tuy nhiên, thời kỳ suy thoái bắt đầu với các cuộc chiến tranh thế giới. Sau trận động đất lớn ở Chile năm 1960, Valdivia ngày càng sa sút. Phần lớn thành phố bị phá hủy và nhiều người rời khỏi thành phố.
Năm 1974, chính quyền quân sự tổ chức lại đơn vị hành chính của Chile, quyết định rằng Valdivia không còn đủ tư cách là thủ phủ "lãnh thổ hành chính cấp một". Do đó, nó được phân loại lại thành một tỉnh trong vùng Los Lagos, và Puerto Montt được chỉ định là thủ phủ. Người dân Valdivia rất phẫn nộ với quyết định này vì họ cảm thấy họ phù hợp làm thủ phủ hơn Puerto Montt, đưa ra các lập luận sau:
- Valdivia được thành lập vào năm 1552,
- Valdivia đã chống lại các cuộc tấn công của cướp biển và người bản địa thù địch,
- Valdivia đã sống sót sau nhiều trận động đất,
- Puerto Montt, được thành lập vào năm 1853, tức hơn 300 năm sau, là một thành phố mới hơn nhiều.

### Hình thành vùng mới
Vào ngày 19 tháng 10 năm 2005, Tổng thống Chile Ricardo Lagos ký một dự luật cho phép thành lập vùng Los Ríos. Dự luật được Quốc hội thông qua vào ngày 19 tháng 12 năm 2006; nó được ký thành luật vào ngày 16 tháng 3 năm 2007 và được công bố vào ngày 5 tháng 4 năm 2007. Theo ký hiệu bằng chữ số La Mã, hiện đang được sử dụng ở Chile, vùng này có số XIV (thứ mười bốn). Tuy nhiên, các bước đang được thực hiện để không còn đề cập đến các khu vực bằng số.
Có đề xuất rằng tỉnh Osorno tham gia với tư cách là tỉnh thứ ba của vùng mới, thay vì giữ nguyên là tỉnh thứ tư của vùng Los Lagos, tuy nhiên, trong một cuộc trưng cầu dân ý được tổ chức vào năm 2006, cư dân của tỉnh đã bác bỏ ý kiến này.

## Địa lý

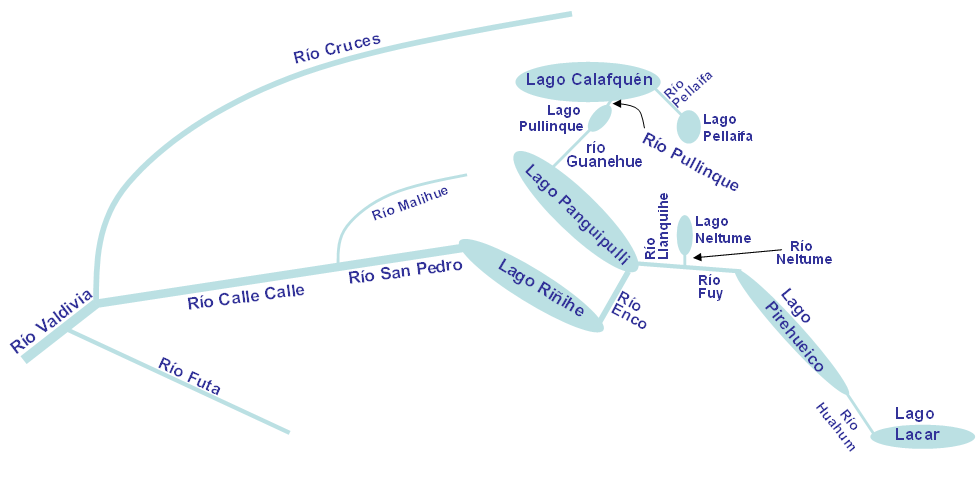
Bản đồ hệ thống lưu vực sông Valdivia. Song chảy ra vịnh Corral.

Vùng Los Ríos nằm ở vùng ôn đới nam và nằm trong một môi trường hoạt động kiến tạo. Có thể phân biệt bốn kiểu cảnh quan riêng biệt, hoặc các đơn vị hình thái học, trong khu vực. Từ tây sang đông là dãy núi ven biển, vùng lõm trung gian, Precordillera và Andes. Các đơn vị này có hướng song song với bờ biển và đới hút chìm ở đó. Một ngoại lệ là những ngọn đồi phía đông ở Mariquina và Máfil, dù thuộc hệ thống Dãy núi ven biển nhưng trôi về phía đông và đến rất gần Precordillera, chia cắt vùng lõm trung gian làm đôi. Dãy núi ven biển có độ cao không vượt quá 1000 m, Cerro Oncol (715 m) là điểm cao nhất tại phần phía bắc của sông Valdivia. Dãy núi ven biển bị chia cắt bởi các sông Valdivia và Bueno, các sông sâu này thoát nước cho vùng nội lục. Hầu hết vùng ven biển có rừng mưa ôn đới Valdivia bản địa bao phủ, mặc dù ở một số nơi nó đã bị thay thế bằng các loài cây ngoại lai, đặc biệt là linh sam Douglas và bạch đàn.
Hai vùng đất bằng nông nghiệp lớn nằm trong vùng, đó là thung lũng Mariquina và Los Llanos thuộc La Unión và Río Bueno. Vùng đầu tiên là một vùng trũng kiến tạo thuộc dãy núi ven biển nối với Valdivia qua sông Cruces, và vùng thứ hai là phần tiếp nối của vùng trũng trung gian mở lại ở phía nam Máfil. Các vùng đất bằng và thung lũng các sông chính tạo thành các cảnh quan văn hóa rộng mở, được sử dụng làm đồng cỏ hoặc để trồng trọt.
Precordillera là một dải hẹp, đặc trưng với một lượng lớn các hồ dốc sông băng sâu. Các hồ này giao với các khối núi đá granit cao đến 1500 m. Các đồi và núi Precordillera có dốc bậc thang về phía bắc và phía nam, chúng là hướng chính của các sông băng kỷ Đệ tứ từ đông sang tây. Nhiều bờ hồ là đất trống, là nơi phát triển nông nghiệp, khu định cư và khu nghỉ dưỡng.
Dãy Andes trải dài từ nửa phía đông của các hồ Precordillea đến biên giới với tỉnh Neuquén của Argentina. Phần Andes tại vùng này của Chile, Zona Sur, hầu như thoát khỏi kiến tạo sơn Andes. Tại đây dãy Andes gồm có các pluton granit cũ như Panguipulli và Bắc Patagonia, cùng với các núi lửa và một số vùng nhỏ gồm trầm tích và siêu trầm tích. Do quá trình tạo núi ở mức tối thiểu của Andes, các ngọn núi ít được trẻ hóa và chủ yếu được hình thành bởi các tác nhân xói mòn, đặc biệt là sông băng. Một ngoại lệ cho điều này là một số ngọn núi lửa mọc lên ở phía đông của các hồ piedmont, những ngọn núi lửa này là một trong những ngọn núi lửa hoạt động mạnh nhất ở Chile và kết quả là hình dạng của chúng bị ảnh hưởng bởi các vụ phun trào; theo cách xây dựng như núi lửa Villarrica hoặc phá hoại hơn như Quetrupillán.

### Thủy văn
Vùng được đặt tên theo mạng lưới sông hội tụ tại sông Valdivia tại thành phố Valdivia. Các sông này cũng thoát nước cho hầu hết phía bắc vùng Los Ríos cùng một phần vùng Araucanía và tỉnh Neuquén tại Argentina. Sông lớn thứ nhì là sông Bueno, thoát nước cho phần phía nam của vùng, bao gồm hồ Ranco lớn thứ 4 tại Chile. Sông Bueno và phụ lưu là sông Pilmaiquén cũng thoát nước cho nhiều phần rộng lớn của tỉnh Osorno và tạo thành ranh giới phía nam của vùng. Hai hệ thống sông lớn này nhận được dòng nước chảy vào liên tục từ các hồ và chuỗi hồ của dãy Andes. Sông Valdivia được cấp nước từ chuỗi Bảy hồ cùng với hồ Lácar và sông Bueno từ hồ Ranco, Maihue và Puyehue. Các hồ lớn trong vùng nội lục lấy nước từ mưa và tuyết tan từ núi cao. Các sông băng và mảng tuyết bán vĩnh cửu có lượng dòng chảy chia sẻ tương đối thấp cho các con sông chính.

## Văn hóa
Liên hoan phim quốc tế Valdivia (FICV) là sự kiện điện ảnh quan trọng nhất ở Chile, một trong những sự kiện quan trọng nhất trên toàn thế giới và ở Mỹ Latinh. Sự kiện được tổ chức từ năm 1994, thường là vào tháng 10.
Hội sách Valdivia được tổ chức hàng năm tại Công viên Saval bởi Tổng công ty Văn hóa Thành phố của Valdivia, với sự hỗ trợ của chính quyền Los Ríos. Trong bối cảnh này, có một số tác giả nổi tiếng sinh ra ở Vùng Los Ríos, chẳng hạn như Maha Vial, Iván Espinoza Riesco, José Baroja, Aldo Astete Cuadra, Efraín Miranda Cárdenas.
Hội nghị chuyên đề điêu khắc quốc tế Valdivia được xếp vào danh mục một trong những sự kiện quan trọng nhất ở Chile và là một trong những sự kiện uy tín nhất ở Mỹ Latinh.
Lễ hội nhạc Jazz quốc tế Valdivia ra đời vào tháng 7 năm 2000. Ngày nay, nó được coi là lễ hội lâu đời nhất ở Chile và là một trong những lễ hội quan trọng nhất của thể loại âm nhạc này ở Nón phương Nam.

## Tham khải
1. 1 2  "Los Ríos Region". Government of Chile Foreign Investment Committee. Bản gốc lưu trữ ngày 10 tháng 5 năm 2020. Truy cập ngày 13 tháng 3 năm 2010.
2. ↑  "Sub-national HDI - Area Database - Global Data Lab". hdi.globaldatalab.org (bằng tiếng Anh). Truy cập ngày 26 tháng 10 năm 2021.
3. ↑  "29º Festival Internacional de Cine de Valdivia". 29º FICValdivia (bằng tiếng Tây Ban Nha). Truy cập ngày 8 tháng 8 năm 2022.
4. ↑  Marimón, Guido Macari (ngày 27 tháng 10 năm 2020). "Muere la poeta y actriz Maha Vial". La Tercera. Truy cập ngày 8 tháng 8 năm 2022.
5. ↑  "Iván Espinoza Riesco". comunidadcreativalosrios.cultura.gob.cl. Truy cập ngày 8 tháng 8 năm 2022.
6. ↑  Fernández, Antonio Cazás. ""La escritura le aportó sentido, coherencia e identidad a mi vida"". www.elcorreogallego.es (bằng tiếng Tây Ban Nha). Truy cập ngày 8 tháng 8 năm 2022.
7. ↑  "Aldo Astete Cuadra – El Ser que acecha entre la Lluvia". comunidadcreativalosrios.cultura.gob.cl. Truy cập ngày 8 tháng 8 năm 2022.
8. ↑  Cares, Leslie. "Convocatorias Simposio Internacional de Escultura Valdivia 2022". www.ccm-valdivia.cl (bằng tiếng Anh). Bản gốc lưu trữ ngày 8 tháng 8 năm 2022. Truy cập ngày 8 tháng 8 năm 2022.
9. ↑  "Festival Internacional de Jazz de Valdivia". comunidadcreativalosrios.cultura.gob.cl. Truy cập ngày 8 tháng 8 năm 2022.